# Сулішув (Сандомирський повіт)
Сулішув (пол. Suliszów) — село в Польщі, у гміні Лонюв Сандомирського повіту Свентокшиського воєводства.
Населення — 273 особи (2011).
У 1975-1998 роках село належало до Тарнобжезького воєводства.

## Демографія
Демографічна структура на день 31 березня 2011 року:
|          | Загалом | Допрацездатний вік | Працездатний вік | Постпрацездатний вік |
| -------- | ------- | ------------------ | ---------------- | -------------------- |
| Чоловіки | 139     | 24                 | 102              | 13                   |
| Жінки    | 134     | 31                 | 66               | 37                   |
| Разом    | 273     | 55                 | 168              | 50                   |